# Paramyozonaria simplex
Paramyozonaria simplex is een platworm (Platyhelminthes). De worm is tweeslachtig. De soort leeft in het zoute water.
Het geslacht Paramyozonaria, waarin de platworm wordt geplaatst, wordt tot de familie Dolichomacrostomidae gerekend. De wetenschappelijke naam van de soort werd voor het eerst geldig gepubliceerd in 1974 door Rieger & Tyler.